# ハイ・オン・ファイア
ハイ・オン・ファイア (High On Fire) は、アメリカ合衆国オークランドのドゥーム・メタル・バンド。
ストーナー・ドゥーム・バンドのスリープのギタリストであるマット・パイクを中心に1998年結成。

## ディスコグラフィ

### スタジオ・アルバム
- 『アート・オブ・セルフ・ディフェンス』 - The Art of Self Defense (Man's Ruin, 2000年)
- 『サラウンデッド・バイ・シーヴズ』 - Surrounded by Thieves (Relapse, 2002年)
- 『ブレスド・ブラック・ウイングス』 - Blessed Black Wings (Relapse, 2005年)
- 『デス・イズ・ディス・コミュニオン』 - Death Is This Communion (Relapse, 2007年)
- 『スネイクス・フォー・ザ・ディヴァイン』 - Snakes for the Divine (E1 Music, 2010年)
- 『デ・ヴェルミス・ミステリイス』 - De Vermis Mysteriis (E1 Music, 2012年)
- 『ルマニフェラス』 - Luminiferous (E1 Music, 2015年)
- 『ハイ・オン・ファイア』 - Electric Messiah (E1 Music, 2018年)

### ライヴ・アルバム
- 『ライヴ・フロム・ザ・リラプス・コンタミネイション・フェスティバル』 - Live from the Relapse Contamination Festival (2005年)

### EP's and Splits
- High On Fire (EP) (1999年)
- Hung, Drawn & Quartered / March Of The Fire Ants (split with Mastodon) (2003年)
- Brother In The Wind / Gwodhunqa (split with Ruins) (2005年)
- Relapse Single Series (split with Coliseum & Baroness) (2003年)